# Картель Бельтран Лейва
Бельтран Лейва (Cártel de los Beltrán Leyva) — один из крупнейших наркокартелей в Мексике.

Карта с обозначением сфер влияний мексиканских наркокартелей по состоянию на май 2010 года.
Тихуанский картель
Картель Бельтран Лейва
Картель Синалоа
Картель Хуареса
Картель Ла Фамилиа
Картель Гольфо
Лос-Сетас
Спорные территории

Картель Бельтран Лейва ответственен за транзит и оптовую торговлю кокаина, производство и оптовую торговлю марихуаной и героином, управляет многочисленными транзитными коридорами торговли наркотиками, и участвует в контрабанде людьми, отмывании денег, вымогательстве, похищении, убийствах и контрабанде оружия. Долгое время картель Бельтран Лейва сотрудничал с картелем «Синалоа», но после предательства их главаря Хоакина Гусмана лидеры картеля отделились от «картеля Синалоа».
Главари: Артуро Бельтран Лейва (до 2009 года), Артуро, Эктор, Марио Альберто и Альфредо Лейва. Затем Эдгар Вальдес (до 2010 года).